# Коммунистический союз молодёжи Республики Таджикистан
Коммунистический союз молодёжи Республики Таджикистан (тадж. Иттифоқи Коммунистии Ҷавонони Ҷумҳурии Тоҷикистон) —  общественная молодёжная коммунистическая организация, позиционирующая себя историческим правопреемником ЛКСМ Таджикской ССР.

## История
5 декабря 1925 года в Душанбе открылась 1-я Всетаджикская комсомольская конференция, решением которой был создан Таджикский областной комитет Всесоюзного комсомола. Комсомол Таджикистана активно участвовал в установлении и упрочении Советской власти, разгроме басмачества.
В 1929 году с образованием Таджикской Советской Социалистической Республики областная ячейка ЛКСМ ТАССР было преобразовано в ЛКСМ Таджикистана 
В период Великой Отечественной войны (1941-1945) воспитанники Комсомола Таджикистана как другие молодёжь СССР мужественно и героически сражались в боях против немецко-фашистских захватчиков около 20 воспитанников ЛКСМ Таджикистана стали Героями Советского Союза.
В 1959 году Члены ЛКСМ Таджикистана высадили более 1 млн плодовых деревьев и заложили садах в 450 гектарах.
В 1975 году ЛКСМ Таджикистан за воспитание молодёжи в духе Коммунизма и в связи 50 летием был награждён  Орденом Трудного Красного Знамени.
В 1980 году по инициативу ЛКСМ Таджикистана в городе Исфаре впервые был проведён Фестиваль дружбы молодёжь Республик Центральной Азии и Казахстана.
В 1985 году Представительная Делегация ЛКСМ Таджикистана участвовал в XII Всемирный фестиваль молодёжи и студентов в городе Москве.
В 1989 году число членов ЛКСМ Таджикистана достигло до 1 млн 200 тысяч молодёжь страны.
В 1991 году на ХXVI съезде ЛКСМ Таджикистана - организация была расформирована. 
В 2017 году Группа молодых членов Компартии Таджикистана обратились в Министерство Юстиции Республики Таджикистана о регистрации новой молодёжной коммунистической организации (Ленинский Коммунистический Союз Молодёжи Республики Таджикистан) в качестве исторического правопреемника Ленинского Коммунистического Союза Молодёжи Таджикской Советской Социалистической Республики. 
22 апреля 2018 года по Приказу Временного Центрального Комитета ЛКСМ РТ, состоялся XXVII учредительный съезд Ленинского Коммунистического Союза Молодёжи Республики Таджикистан — историческое событие, ознаменовавшее возрождение Комсомола Таджикистана как молодёжной коммунистической организации.
В работе съезда приняли участие делегаты из всех областных, региональных, городских и районных партийных организаций, а также представители братских коммунистических движений. Заседание прошло в атмосфере революционного духа, преданности идеалам социализма и решимости продолжать дело героических поколений комсомольцев.
Съезд рассмотрел и утвердил основополагающие документы организации, определив её идеологические, программные и уставные принципы. В ходе обсуждений были затронуты важнейшие вопросы молодёжной политики, роли комсомола в общественной жизни, а также перспективы развития организации в современных условиях.
Повестка дня XXVII съезда включала:
1. Доклад Временного Центрального Комитета ЛКСМ РТ о проделанной работе по восстановлению комсомольского движения;
2. Доклад контрольно-ревизионной комиссии о состоянии финансово-хозяйственной деятельности организации;
3. Обсуждение и принятие Устава и Программы ЛКСМ РТ как основополагающих документов организации;
4. Выборы Центрального Комитета ЛКСМ РТ, которому предстояло направлять работу комсомольской организации;
5. Выборы Первого Секретаря ЦК ЛКСМ РТ

XXVIII съезд ЛКСМ РТ вписал новую главу в историю молодёжного коммунистического движения Таджикистана!
14 августа 2020 года в городе Душанбе, по постановлению Центрального Комитета ЛКСМ РТ, состоялся XXVIII внеочередной съезд Ленинского Коммунистического Союза Молодёжи Республики Таджикистан.
В работе съезда приняли участие делегаты из всех областных, региональных, городских и районных партийных организаций. Основное внимание было уделено вопросам организационного укрепления ЦК ЛКСМ РТ, кадровым изменениям и совершенствованию деятельности комсомола в новых условиях.
Повестка дня XXVIII съезда включала:
1. Доклад Центрального Комитета ЛКСМ РТ о текущем состоянии и развитии организации;
2. Доклад контрольно-ревизионной комиссии о финансово-хозяйственной деятельности ЛКСМ РТ;
3. Выборы нового состава Центрального Комитета ЛКСМ РТ, в результате которых ЦК был сформирован в количестве 35 человек, а также избраны 15 кандидатов в члены ЦК;
4. Выборы Центральной Контрольно-ревизионной комиссии, утверждённой в составе 12 человек;
5. Выборы Первого Секретаря Центрального Комитета ЛКСМ РТ в связи с временным неисполнением данной должности.

По итогам голосования исполняющим обязанности Первого Секретаря ЦК ЛКСМ РТ единогласно была избрана Каримова Гулшан Нургалиевна.
Съезд подчеркнул значимость ленинского комсомола в общественно-политической жизни страны, подтвердив приверженность принципам организованности, дисциплины и идейной стойкости в деле воспитания молодёжи в духе коммунистических идеалов.
20 марта 2022 года по постановлении Центрального Комитета ЛКСМ РТ состоялся экстренно отчетно-выборный XXIX Съезд Ленинского Коммунистического Союза Молодёжи Республики Таджикистан.
В работе съезда приняли участие 83 делегата из всех областных, региональных, городских и районных партийных организаций. На съезде было рассмотрено 6 вопросов: 
1. Отчёт Центрального Комитета Ленинского Комсомола Таджикистана; 
2. Отчёт Первого Секретаря ЦК ЛКСМ РТ товарища Каримовой Гулшан Нургалиевны; 
3. Отчёт контрольно-ревизионной комиссии ЦК Ленинского Комсомола Таджикистана; 
4. Выбор нового состава ЦК Ленинского Комсомола Таджикистана; 
5. Переименование организации из Ленинского Коммунистического Союза Молодёжи Республики Таджикистан в Коммунистический Союз Молодежи Республики Таджикистан 
6. Выбор Первого Секретаря ЦК Ленинского Комсомола Таджикистана. 
В ходе Съезда было избрано 20 членов ЦК, также избрали секретарей ЛКСМ РТ, Председателя контрольно-ревизионной комиссии. 
В связи с недоверием членов ЦК ЛКСМ РТ к деятельности Первого секретаря ЦК ЛКСМ РТ Гулшан Нургалиевна была освобождена от занимаемой должности таким образом новым Первым секретарём ЦК ЛКСМ РТ вновь избран  Муродбек Сафарбекович а  Гулшан Каримова избрана секретарём ЦК ЛКСМ РТ по международным вопросам. 
В связи с обновлением в работе Ленинского Комсомола Таджикистана впервые за 97 лет со дня основании Комсомола Таджикистана было приятно изменить имя организации от Ленинского Коммунистического Союза Молодёжи Республики Таджикистан в Коммунистический Союз Молодежи Республики Таджикистан, таким образом идеология Комсомола Таджикистана по прежнему остаётся марксизм-ленинизм. 
На Съезде обсудили организационные вопросы, наметили план будущей работы, а также единогласно приняли решение о необходимости возрождать пионерскую организацию.
В 2025 году Комсомол Таджикистана отмечает своё 100-летие. В связи с этим XXX съезд организации состоится в апреле 2025 года.

## Лидеры Комсомола Таджикистана c 1922 года  — н.в.
| №     | Первые секретари и Председатели ЦК | Вступил в должность | Оставил должность  |
| ----- | ---------------------------------- | ------------------- | ------------------ |
| 1     | Муратбаев Гани (Таджикская АССР)   | 08.07.1922          | 1924 год           |
| 2     | Ишанов Хамитдин Гиясович           | 1925 год            | сентябрь 1927 года |
| 3     | Якубов Салих                       | 01.02.1928          | 01.08.1929         |
| 4     | Саид-Ахмедов Шамбе                 | 1.09.1930           | 01.03.1938         |
| и. о. | Кудратов Хусейн                    | 1.10.1937           | 05.02.1938         |
| 5     | Щеблыкин Митрофан Филиппович       | 06.02.1938          | 01.01.1941         |
| 6     | Мирзоев Курбан                     | 01.01.1941          | 24.05.1943         |
| 7     | Турсунбай Ульджабаевич Ульджабаев  | 24.05.1943          | 12.04.1947         |
| 8     | Раджабов Солиджон                  | 12.04.1947          | 04.04.1954         |
| 9     | Хасанов, Каххор Гафурович          | 20.04.1954          | 14.12.1960         |
| 10    | Бобосадыкова, Гулджихон            | 14.12.1961          | 04.09.1971         |
| 11    | Усманов, Усман Ганиевич            | 05.09.1971          | 04.11.1976         |
| 12    | Сатторов, Абдуджабор Сатторович    | 05.11.1976          | 22.03.1981         |
| 13    | Султонов, Шухрат Музафарович       | 22.03.1981          | 22.01.1986         |
| 14    | Якубов Адилжан                     | 22.01.1986          | 01.09.1990         |
| 15    | Курбанов Нурали Хайдарович         | 01.09.1990          | 25.12.1991         |
| 16    | Муродбек Сафарбекович Ю            | 22.04.2018          | 15.08.2020         |
| 17    | Каримова Гулшан Нургалиевна        | 15.08.2020          | 20.03.2022         |
| 18    | Муродбек Сафарбекович Ю            | 20.03.2022          | 29.05.2025         |
| и. о. | Шарапова Шахноза А                 | 29.05.2025          | н.в.               |